# 吉田潤 (写真家)
吉田 潤（よしだ じゅん、1908年7月8日 - 2003年4月24日）は日本の報道写真家。第二次大戦後「サン写真新聞」などで活躍した。林忠彦と二人で写真事務所をしていた。

## 概要
高知県生まれ。高知農学校（現・高知農業高等学校）を中退後、高桑勝雄に師事。満州へ渡り、ジャパン・ツーリスト・ビューローや東亜交通公社広報課に務めた。1946年に帰国。
林忠彦が銀座のバールパンで織田作之助、太宰治、坂口安吾を撮影した時一緒にいた。